# Zenon Voelkel
Zenon Voelkel (ur. 18 czerwca 1920 w Kobylinie, zm. 29 września 2023 w Poznaniu) – polski lekarz weterynarii, stulatek, najdłużej żyjący lekarz weterynarii w Polsce.

## Życiorys
Był synem burmistrza Kobylina i dyrektora banku Bronisława Voelkela i Marii z domu Czabajskiej. Uczęszczał do szkoły powszechnej w Kobylinie, a następnie rozpoczął naukę w salezjańskim gimnazjum z internatem w Ostrzeszowie. W 1945 r. podjął studia weterynaryjne na Wydziale Medycyny Weterynaryjnej Uniwersytetu i Politechniki we Wrocławiu i w 1950 uzyskał dyplom lekarza weterynarii. W tym samym roku ożenił się z Moniką Bujakiewicz, z którą ma syna i córkę.
Pod kierunkiem prof. Stanisława Rungego obronił pracę doktorską. Planował po studiach pozostać na uczelni, ale nie został przyjęty ze względu na inteligenckie pochodzenie i otrzymał nakaz pracy w Oleśnie w województwie opolskim. W Oleśnie zaczął od zorganizowania lecznicy, sprzętu i leków, a ze względu na trudną sytuację panującą na miejscu po zaopatrzenie podróżował m.in. do Katowic. Dzięki znajomości języka niemieckiego miał ułatwiony kontakt z autochtoniczną ludnością Opolszczyzny. Pracował tam jako lekarz weterynarii do 1962
Od 1 maja 1962 decyzją Powiatowej Rady Narodowej w Krotoszynie został powołany na stanowisko powiatowego lekarza weterynarii i zajął się początkowo zwalczaniem pomoru świń i pryszczycy, a później innych chorób zakaźnych. Za znaczący udział w walce z pryszczycą otrzymał nagrodę Ministra Rolnictwa. W 1986 odszedł na emeryturę i przeniósł się z żoną do Poznania, by być bliżej dzieci, wnuków i prawnuków. W 2019 uczestniczył w uroczystości z okazji 100-lecia służby weterynaryjnej jako najdłużej żyjący lekarz weterynarii w Polsce.
Jego synem był biznesmen Piotr Voelkel. 
5 października 2023 został pochowany na cmentarzu parafialnym św. Jana Vianneya w Poznaniu. 